# Nelson Rivera
Nelson Ismael Rivera Tobías, född den 24 juni 1991, död den 3 oktober 2010, var en salvadoransk fotbollsspelare som mördades 2010. Han spelade då som försvarare för Isidro Metapan. Han var också utvald till El Salvadors ungdomslandslag (under 20 år).

## Mordet
Mordet skedde den 18 september 2010 och det var en okänd person som sköt mot den bil som Rivera färdades i tillsammans med två lagkamrater. De tre var på väg till huvudstaden efter en match mot Universidad när bilen plötsligt blev attackerad. På sjukhuset gjordes flera försök att avlägsna kulan som träffat honom i huvudet, för att därigenom rädda hans liv. Men försöken misslyckades.